# Hronovská kotlina
Hronovská kotlina je geomorfologický okrsek Náchodské vrchoviny. Bezprostředně sousedí s Chudobskou sníženinou (Obniżenie Kudowy) na polské straně.

## Popis
Kotlina je ohraničena z východu Stolovými horami a Chudobskou sníženinou, z jihu Sedloňovskou vrchovinou (podcelkem Dobrošovská vrchovina), Levínskou vrchovinou a Ohnišovskou pahorkatinou (podcelkem Bohdašínská vrchovina); ze západu ji omezují prudké svahy Červenokostelecké pahorkatiny a ze severu ji uzavírají Jestřebí hory (Hronovská kotlina sousedí jak s Bukovinským, tak i s Maternickým hřbetem).
Severojižním směrem jí protéká řeka Metuje a zleva potoky Brlenka s přítokem Čermná (Czermnica) a Střela (Klikawa). Na severovýchodě od Žďárek až po Horní Chudobu (polsky Kudowa Górna) ji ohraničují čtyři úzké příkré hřbety, na nichž dosahuje kotlina své největší nadmořské výšky. Přímo nad obcí Žďárky na severozápad je vrch Přední hora s kótou 472 m n. m., na jihozápad nad obcí Bartoňova hora 510 m n. m.; dále tímže směrem se táhne Světlá hora, která je napůl již v Polsku (525 m n. m.; v literatuře je zaznamenán též název Břečťanový vrch nebo Vondráčkova hora; polsky Bluszczowa Góra, německy Efeuberg) a za údolím Čermné až do Horní Chudoby se rozprostírá Prasečí hřbet (527 m n. m., též Klovrzova hora, polsky Świni Grzbiet, německy Schweinsrücken). Ten pokračuje pravoúhle k jihozápadu nad centrum lázní Kudowa-Zdrój vrcholy Parkowa Góra (475 m n. m.) a Wzgórze Kapliczne (422 m n. m.), oblíbená místa procházek lázeňských hostů. Údolí pod příkrými severovýchodními svahy těchto hřbetů odděluje Hronovskou kotlinu od Bukovinské části Jestřebích hor a severovýchodního výběžku Levínské vrchoviny.
Zejména oba prostřední dva hřbety jsou hojně využívány k plachtění rogalisty i modeláři díky vynikajícímu svahové proudění zejména při jihozápadním větru, který zde vane velmi často. Za první republiky zde probíhaly i starty větroňů s lidskou posádkou.
Uprostřed kotliny v Brném (Velké Poříčí) je nejvýraznějším osamoceným vrchem Homolka (388 m n. m. - na mapách z 19. století označeno jako Křepelka), pod níž protéká stejnojmenný potok a nacházejí se na něm dva rybníky (Homolka I a Homolka II). Na polské straně nad obcí Słone je vrch Słone Wzgórze (393 m n. m.) Od vrchu Homolka se na levém břehu Metuje rozprostírá mezi obcemi Hronov, Velké Poříčí a Žďárky táhlá náhorní rovina, která vrcholí kótou Jonák (410 m n. m.) Tato rovina je rozdělena Lokvencovým dolem na dvě části. Severní se nazývá Šedivá hora (dříve Bílá hora), která přechází ve městě Hronově v návrší Příčnice a Havrlinka (na nich se nachází hronovská čtvrť Příčnice). Dolem protéká Lokvencův potok (levostranný přítok Metuje), na jeho horním toku je rybník a na středním toku dva rybníčky a také tam bylo velkopoříčské koupaliště. Na jižní vyvýšenině od Lokvencova dolu je letiště Aeroklubu Hronov ve Velkém Poříčí.
V kotlině leží město Hronov, dále obce Malé Poříčí (část Náchoda), městys Velké Poříčí, Žďárky, Malá Čermná (součást Hronova) a na polské straně Słone (česky Slané, německy Schlaney / 1937–45 Schnellau), část města Kudowa-Zdrój, česky Chudoba, německy Bad Kudowa).

## Seznam vrcholů
| Aktuální název    | Německý název  | Nadmořská výška |
| Świni Grzbiet     | Schweinsrücken | 527             |
| Bluszczowa Góra   | Efeuberg       | 525             |
| Bartoňova hora    |                | 510             |
| Parkowa Góra      | Schlossberg    | 475             |
| Přední hora       |                | 472             |
| Wzgórze Kapliczne |                | 422             |
| Šulcova hora      |                | 421             |
| Jonák             |                | 410             |
| Słone Wzgórze     |                | 393             |
| Homolka           |                | 388             |

## Fotogalerie

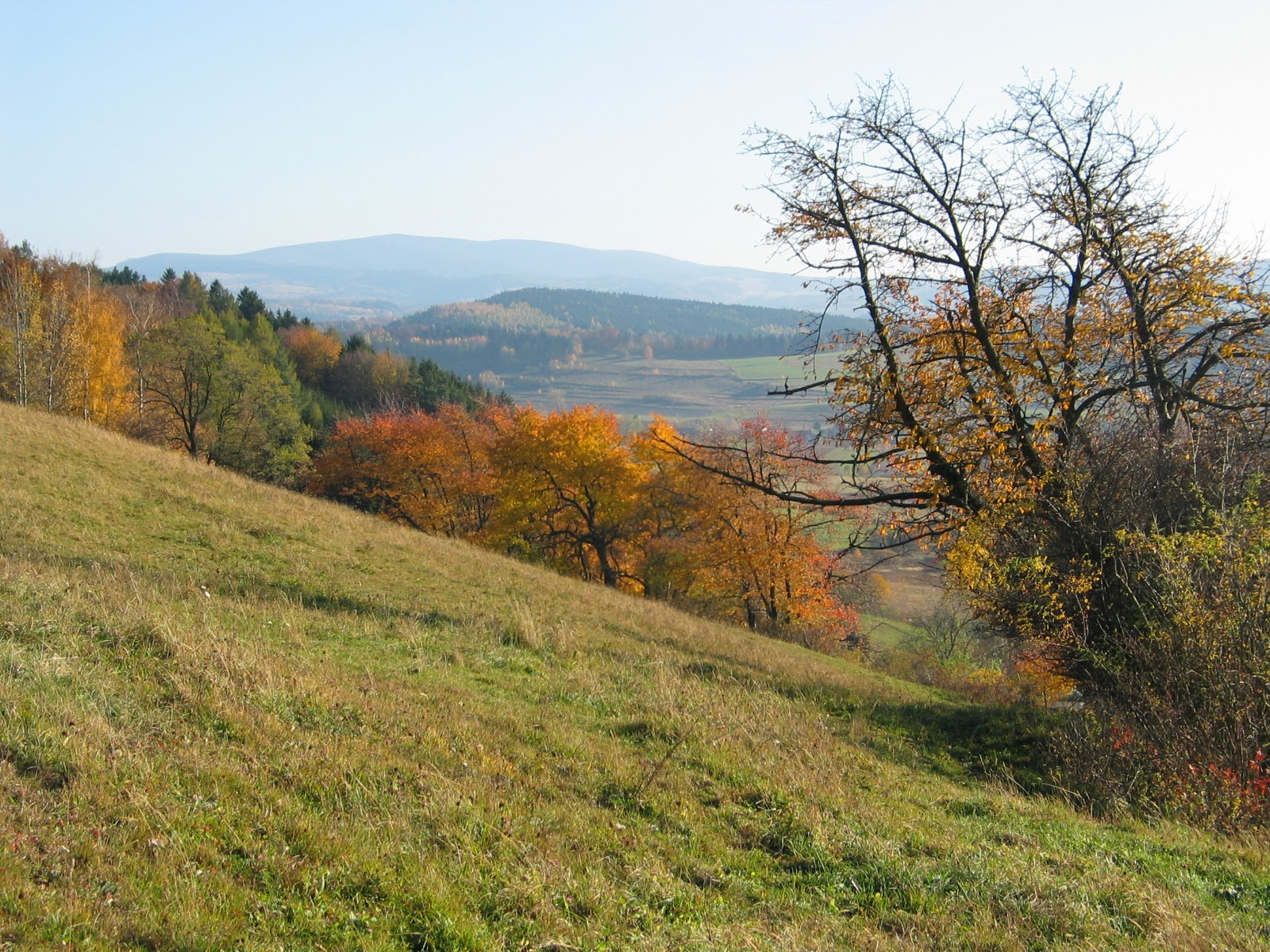
Pohled z Bartoňovy hory na Vrchmezí, ve středním plánu bezejmenný vrch (cca. 550 m n. m.) nad městem Kudowa-Zdrój (Chudoba) v Levínské vrchovině
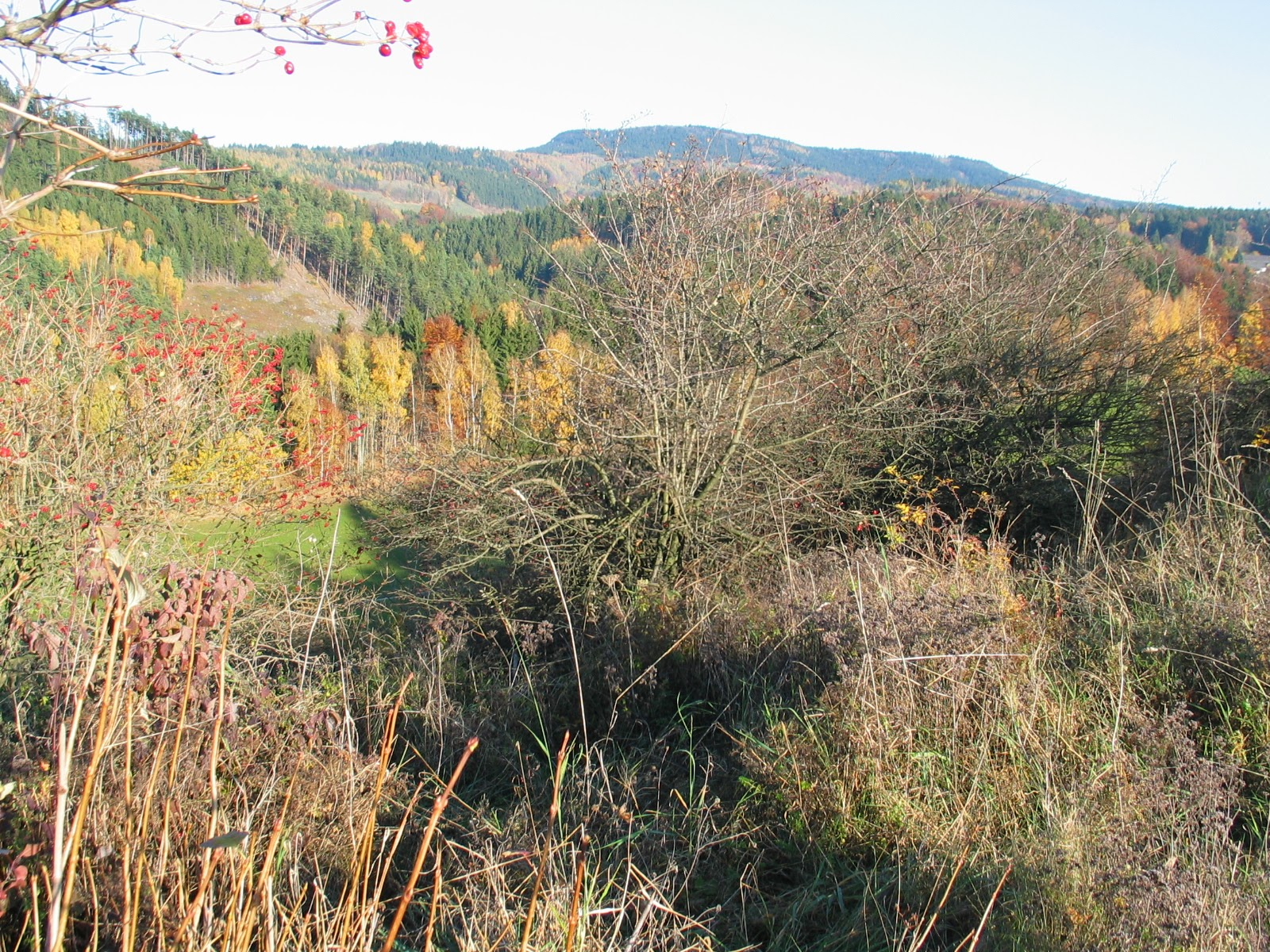
Údolí Strouženského potoka: vpravo hřbet Bartoňovy hory, vlevo hora Borek z Bukovinské části Jestřebích hor; na obzoru hora Bor
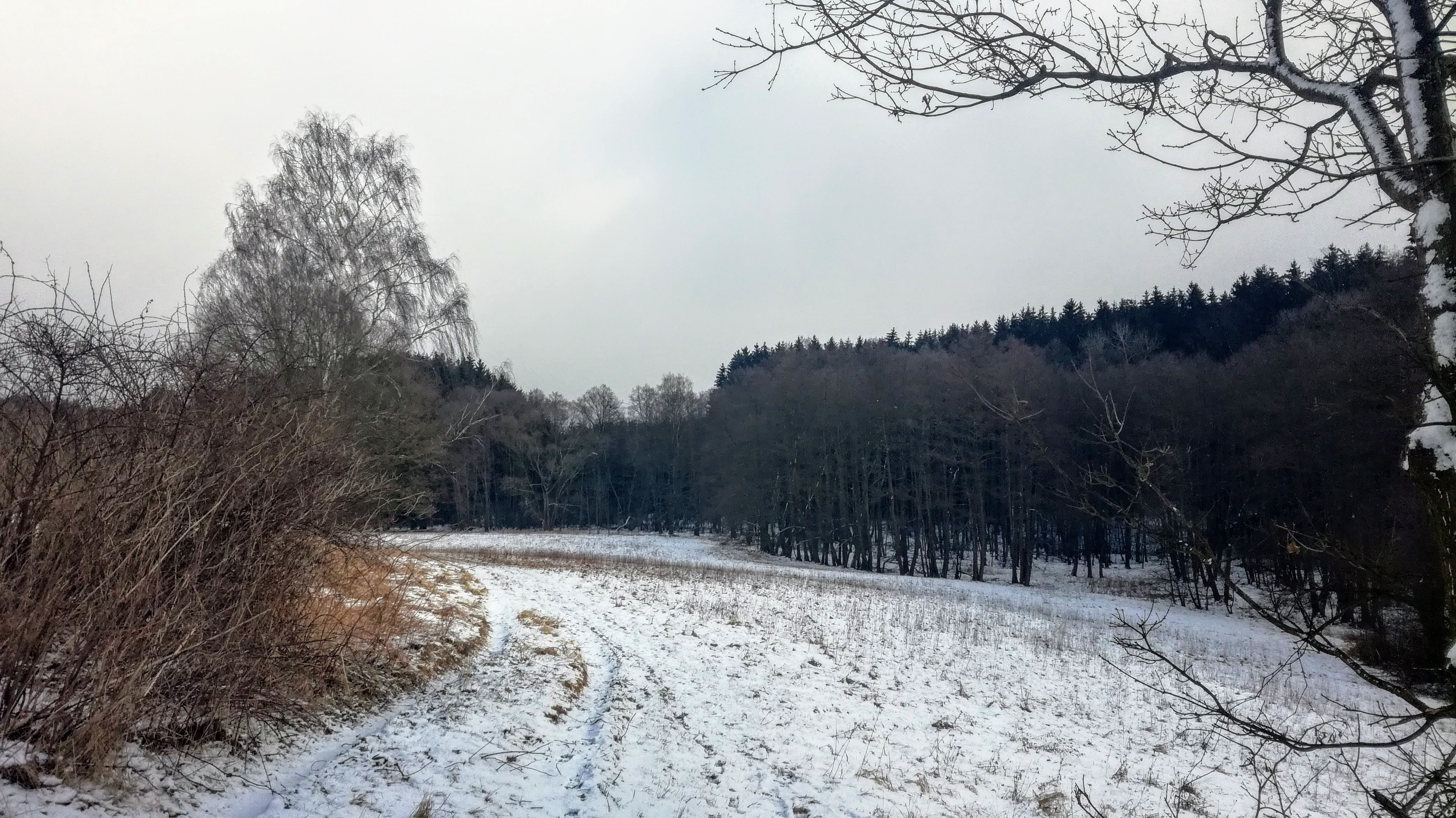
Lokvencův důl - horní část
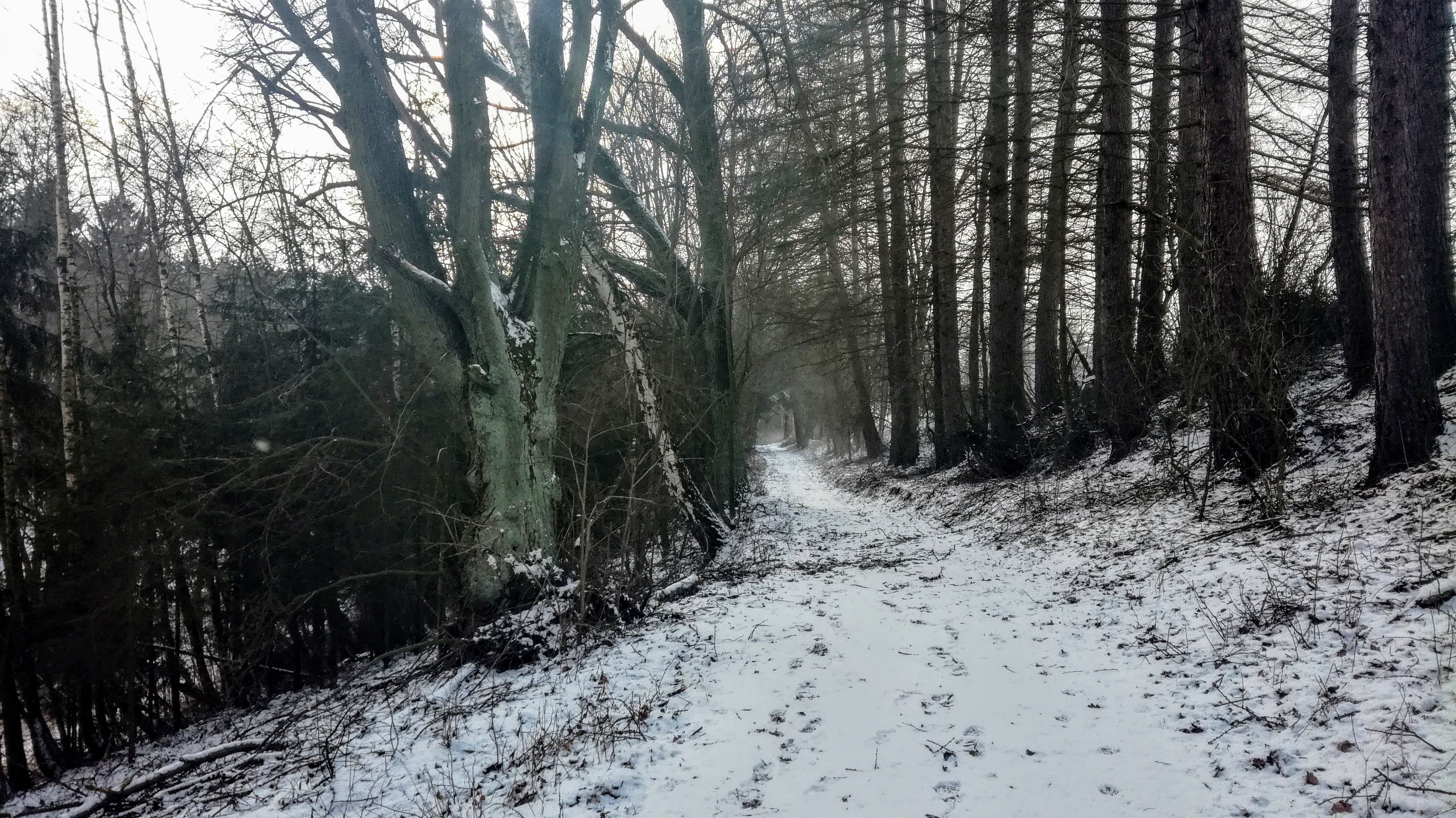
Cesta po severním úbočí Lokvencova dolu (horní část)
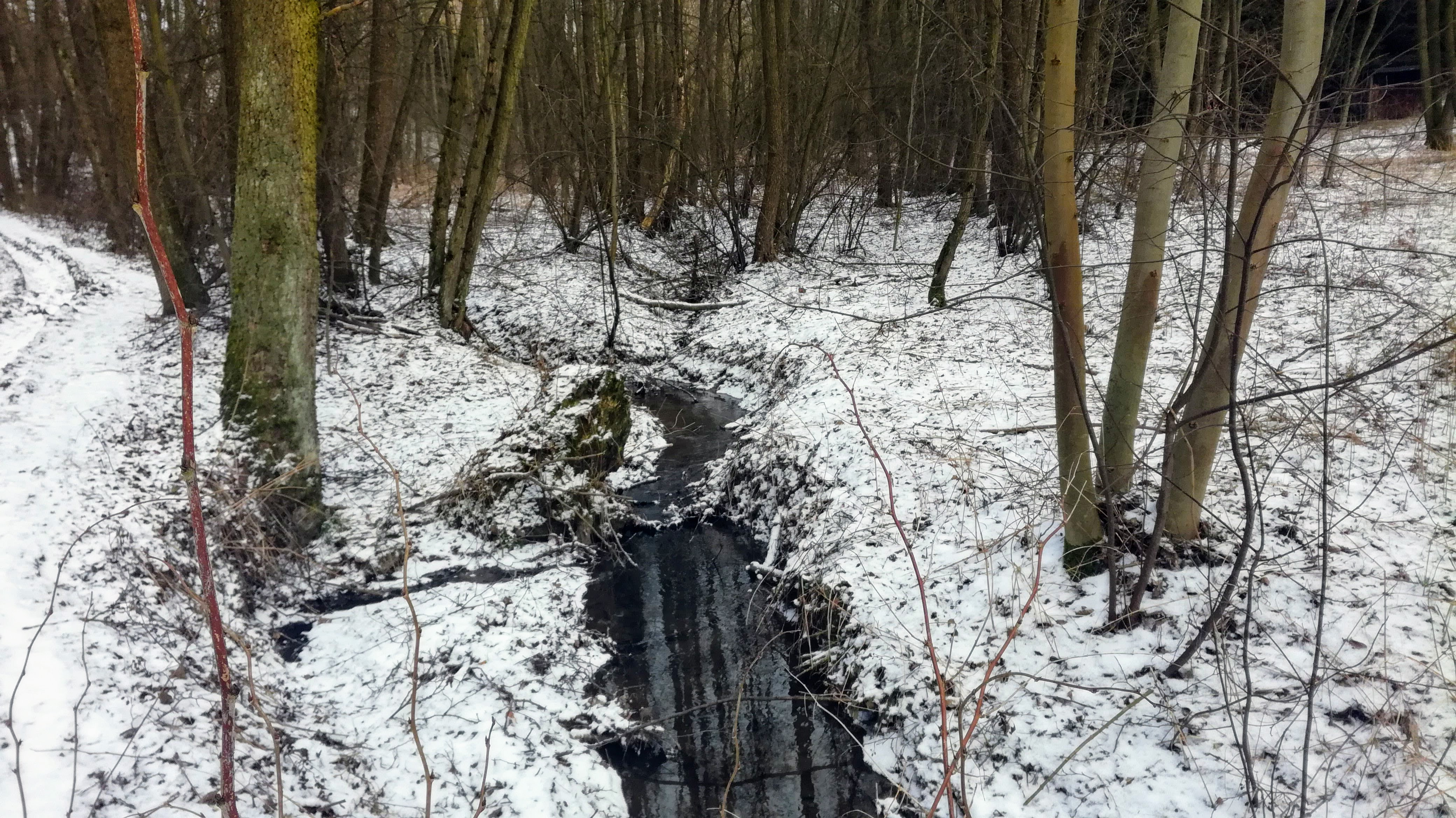
Hronovská kotlina: Lokvencův důl - Lokvencův potok po výtoku z horního rybníka pod Zálesím
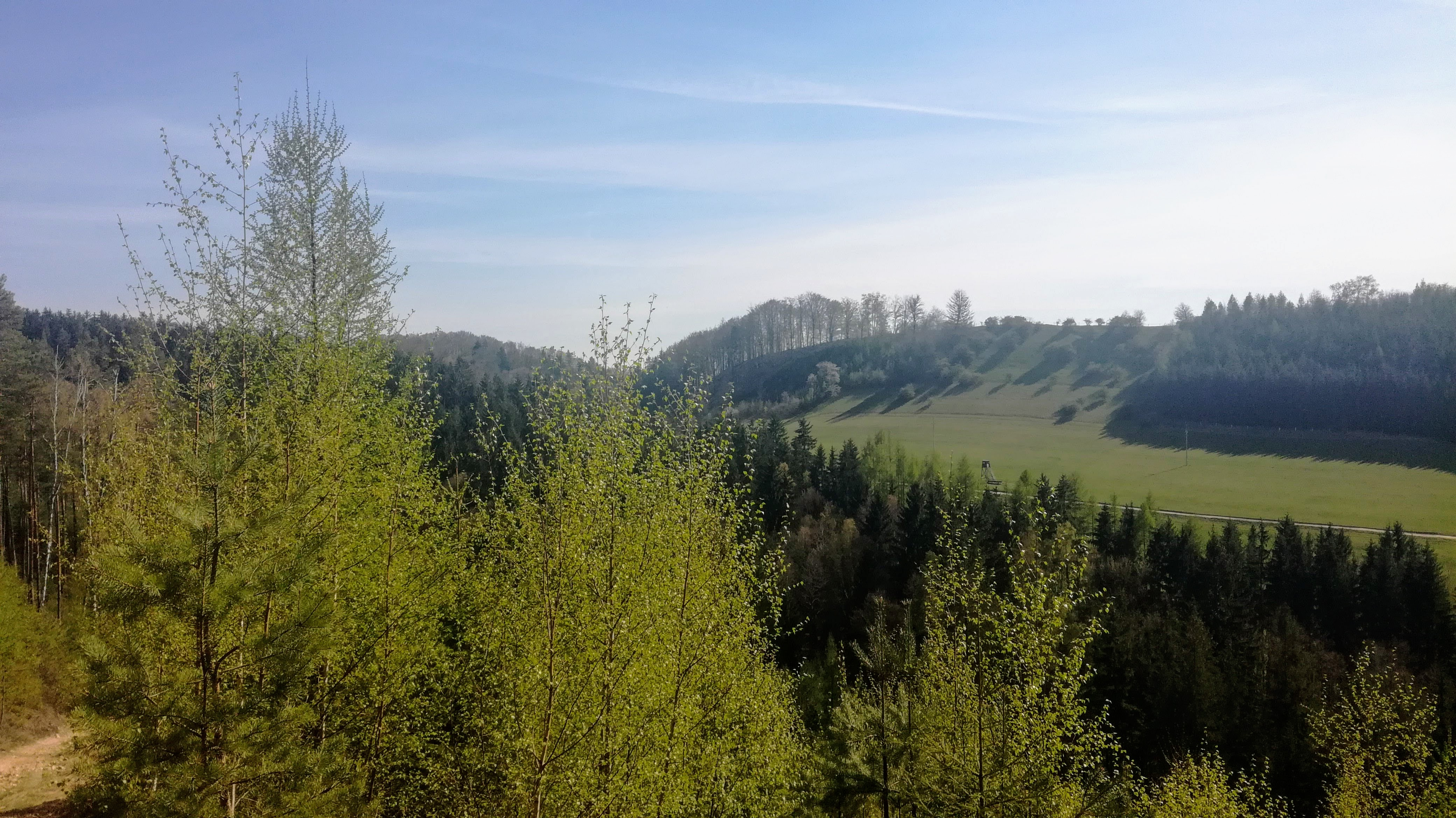
Bartoňova hora na obzoru vpravo, vlevo od ní Světlá hora - pohled z Borku (Jestřebí hory); uprostřed Černý les tvořící výběžek Levínské v vrchoviny mezi údolími Strouženského potoka a Mokřinského potoka
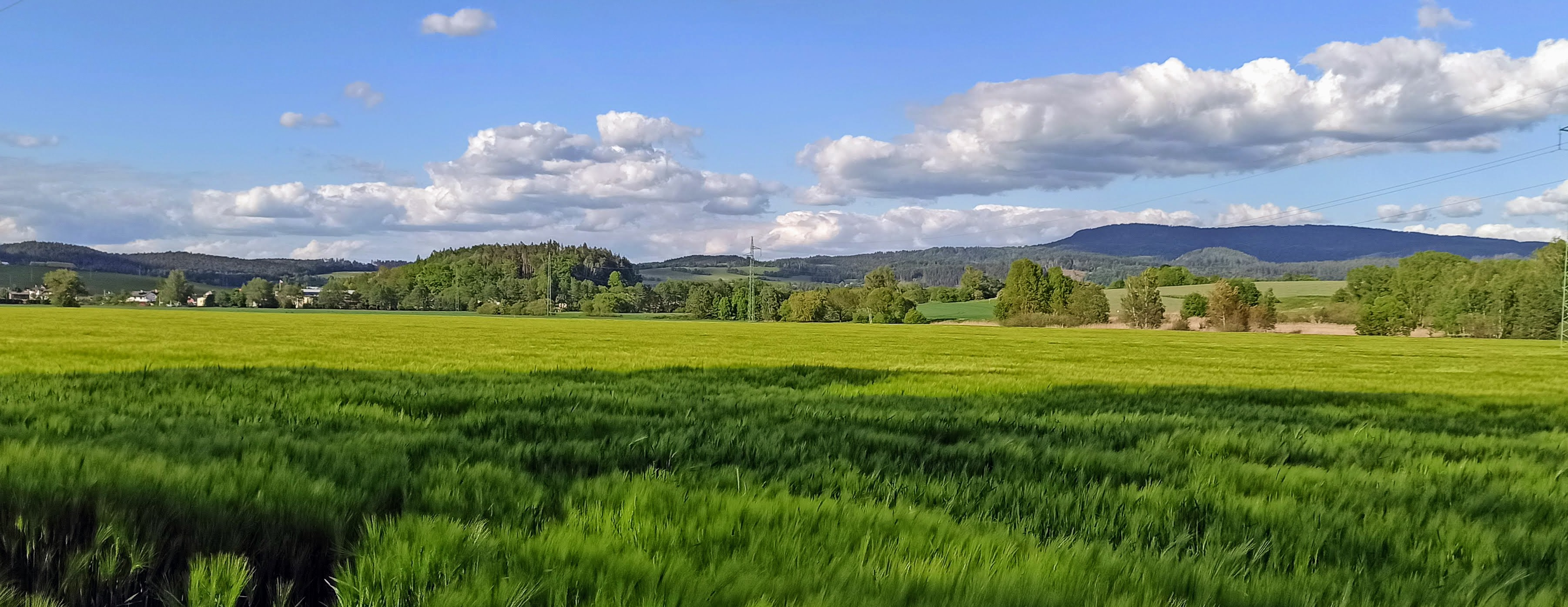
Kopec Homolka v Hronovské kotlině (vpředu)
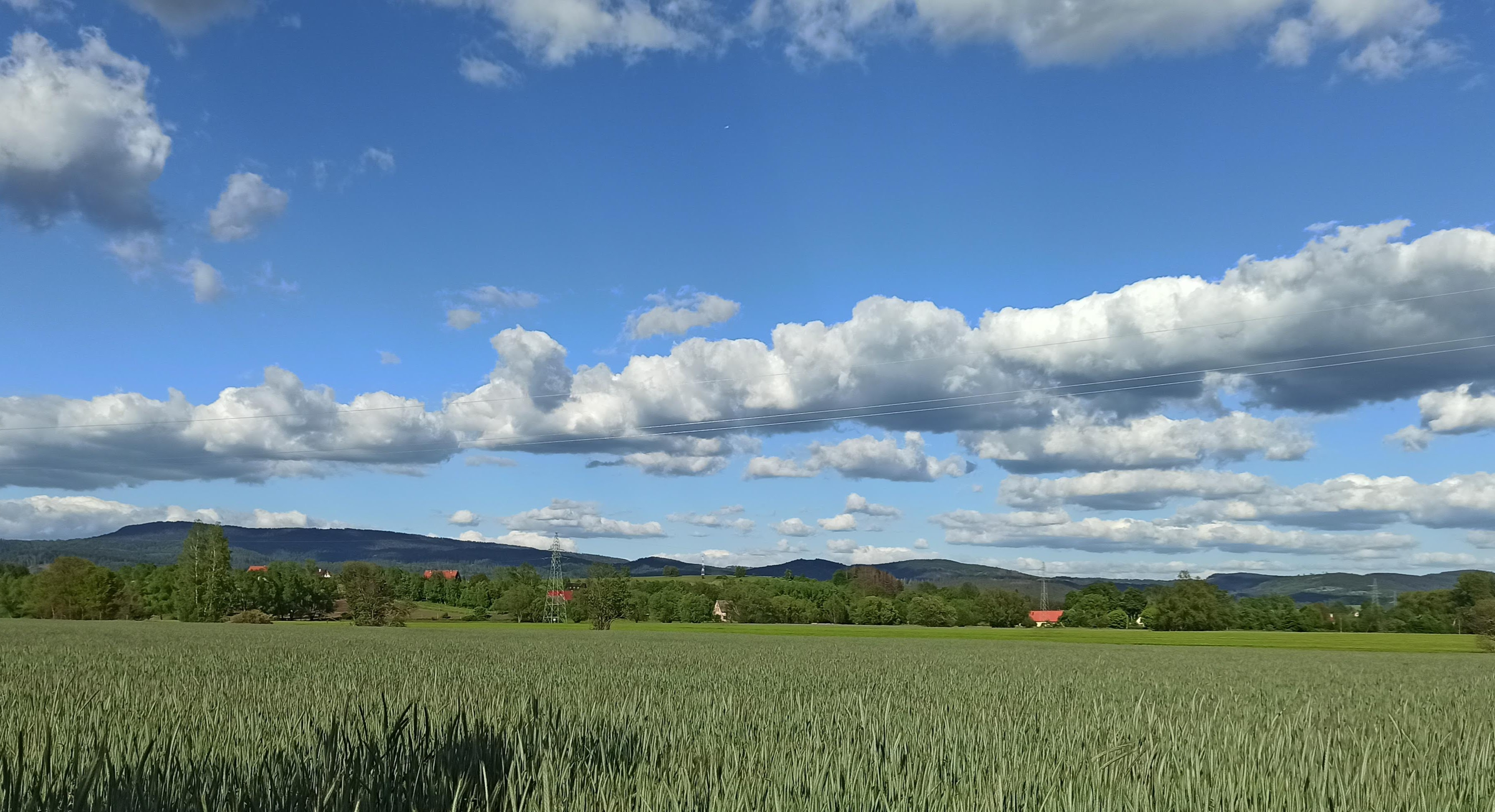
Vyvýšenina Słone Wzgórze - přední plán